# Nabycie spadku
Nabycie spadku – dziedziczenie; nabycie praw i obowiązków majątkowych należących przed śmiercią do spadkodawcy. Prawo polskie łączy nabycie praw i obowiązków wchodzących w skład spadku ze zdarzeniem, jakim jest śmierć spadkodawcy. Nabycie to nie jest uzależnione ani od złożenia przez spadkobiercę oświadczenia o przyjęciu spadku, ani od uzyskania przez niego orzeczenia odpowiedniego organu państwowego. Zgodnie z art. 924 i 925 polskiego kodeksu cywilnego spadek otwiera się z chwilą śmierci spadkodawcy, a spadkobierca nabywa spadek z chwilą otwarcia spadku. Jednak spadkobierca może spadek przyjąć albo odrzucić, składając w ciągu sześciu miesięcy od dnia, w którym dowiedział się o tytule swego powołania, oświadczenie o przyjęciu lub o odrzuceniu spadku. Brak takiego oświadczenia w tym terminie będzie jednoznaczny z przyjęciem spadku z dobrodziejstwem inwentarza, tzm. z przyjęciem go z ograniczeniem odpowiedzialności za długi spadkowe.
Nabycie spadku przez spadkobiercę stwierdza sąd ostatniego miejsca zwykłego pobytu spadkodawcy, a jeżeli jego miejsca zwykłego pobytu w Polsce nie da się ustalić, sąd miejsca, w którym znajduje się majątek spadkowy lub jego część (tzw. sąd spadku). W braku powyższych podstaw sądem spadku jest sąd rejonowy dla m.st. Warszawy. W przypadku spadków otwartych nie wcześniej niż 1 lipca 1984 poświadczyć nabycie spadku (dziedziczenie) może również notariusz (bez względu na to, gdzie ma siedzibę kancelarii), sporządzając akt poświadczenia dziedziczenia. Domniemywa się, że osoba, która uzyskała stwierdzenie nabycia spadku albo poświadczenie dziedziczenia, jest spadkobiercą.
Nabycie spadku podlega opodatkowaniu podatkiem od spadków i darowizn.